# 稀土火成岩
稀土火成岩（英語：agpaitic rock))是一種過鹼性火成岩，例如霞石正長岩或響岩，但其矽酸鹽礦物含鋯、及鈦等稀土元素，以及常規含鈉、鈣、和氟的矽酸鹽礦物。稀土火成岩常含稀有的礦物，例如 异性石（eudialyte）, 硅铌锆钙钠石（wöhlerite）, 钛铌钙铈矿（loparite）, 星形千枚岩（astrophyllite）, 硅钠钛矿（lorenzenite）, 钙磷钙石（catapleiite）, （煌斑岩（lamprophyllite）, and 锌铝榴石（villiaumite)。有方鈉石，但與分類無關。
目前“agpaitic”一詞被公認應僅限用於含异性石（eudialyte）, 硫锑铅矿(mosandrite)和rinkite的過鹼性霞石正長岩（和響岩）。岩石内的稀有元素如Li、Be、Nb、Ta、REE、Zr、Th和揮發物等，含量極高。
稀土火成岩的標準產地是在格陵蘭島西南部的 Ilimaussaq 岩石複合體中，1911 年被命名。后在加拿大魁北克省聖伊萊爾山的科拉半島的 Lovozero 和 Khibiny Massif 岩石複合體中也被發現。